# Jaleos

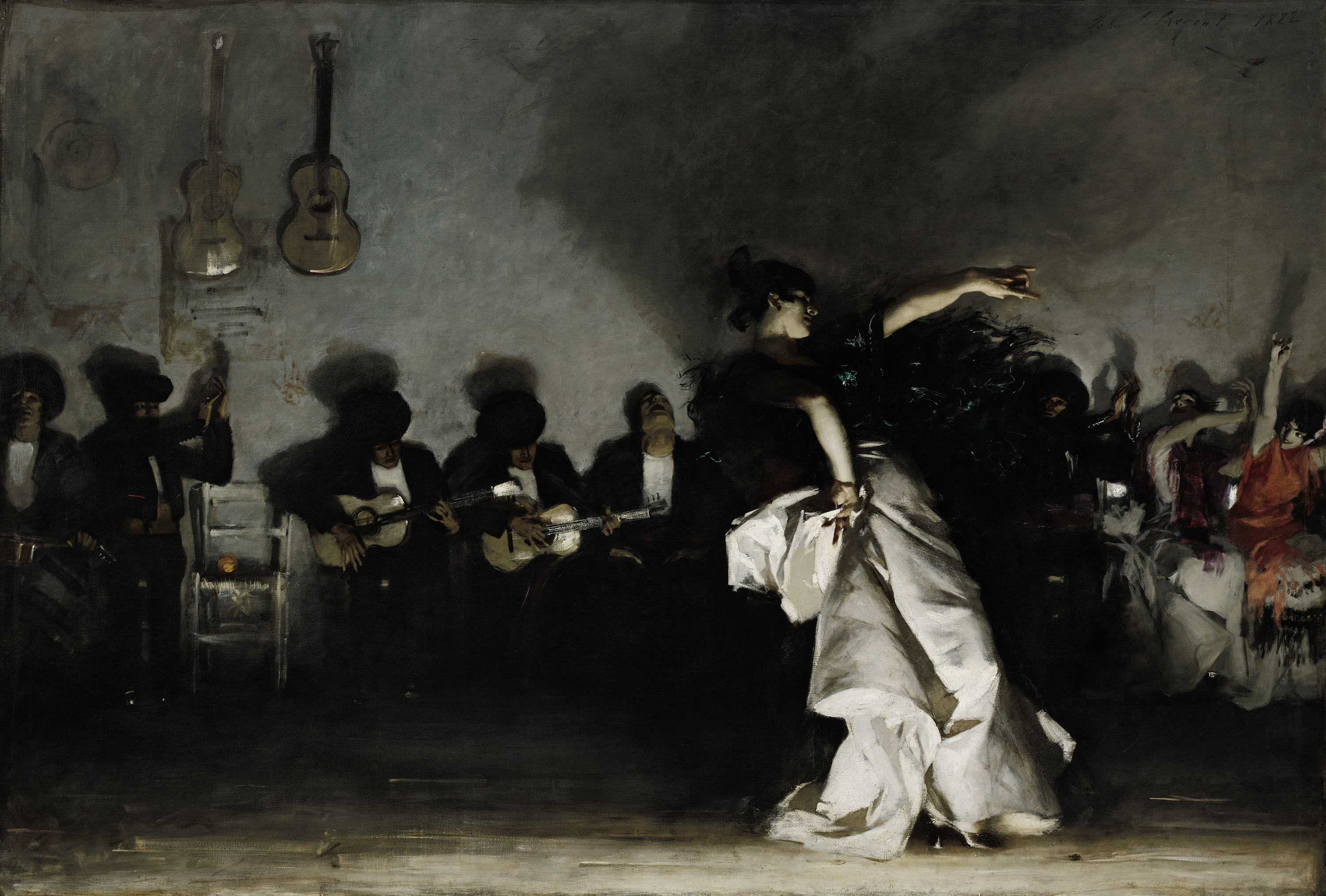
John Singer Sargent, El jaleo, 1882

Il cante jaleo è uno dei palos o varietà del flamenco o cante popolare andaluso, in uso anche nella regione dell'Estremadura e propriamente in Andalusia. Si basa sul ritmo di 3/4 del fandango sebbene la sua maggiore vivacità lo avvicina più alla bulería, cante quest'ultimo che ha influito molto sulle sue caratteristiche.
In particolare, il flamenco jaleo include delle parole di incoraggiamento rivolte ai ballerini, che siano persone singole o un gruppo, così come il battito delle mani. Tra le grida più comuni del cante jaleo per rallegrare i cantanti, i chitarristi e i ballerini, sono presenti olé e así se canta o así se baila ("così si canta" e "così si balla"). Fatto per accompagnare il ritmo della musica, può costituire una parte integrante dell'arte del flamenco. Il battito può essere fatto con le mani a coppa che fanno un suono sordo (sordas), o un effetto staccato che può essere prodotto con le dita rigide che colpiscono il palmo dell'altra mano (altas). Inoltre, sono usati lo schiocco delle dita (pitos), il calpestio dei piedi fatto da seduti e i suoni di clic.
Vivace e spontaneo, può sembrare un luogo comune, eppure il jaleo è "una scienza in sé" che necessita di un "allenamento intensivo". I jaleador (ballerini di jaleo) si esibiscono sul palco e negli studi di registrazione e formano una rappresentazione come "componente necessaria e intricata del flamenco". Prova di questo fatto è che alcuni album fanno riferimento ai jaleador assieme ai cantanti e ai chitarristi nelle note di copertina.